# Віфагія
Віфагія (грец. Βηθφαγή, івр. בית פגי) — місцевість, вихідна точка на маршруті тріумфального входу Ісуса Христа до Єрусалиму (Мт. 21:12, Мр. 11:12). Це початкове місце згадується у щорічному святкуванні входу Господнього у Єрусалим християнами католиками та православними. Це місце, де Ісус зустрівся з сестрами Лазаря Мартою та Марією перед воскресінням Лазаря. Віфагія знаходиться на східному схилі Оливної гори між вершиною згаданої гори і селом Ель-Азарія (Рас-ес-Шия, сучасні «Джабаль ат-Тур» або «Кафр ат-Тур» — арабський район на Елеонській горі). Віфагія згадується в Талмуді та в Біблії (Мт. 21:1, Mp. 11:1; Лук. 19:29).
З II ст. до н.д. і протягом римської та візантійської діб на цьому місці знаходилося село, мешканці якого були землеробами й скотарями. З IV століття воно стало місцем паломництва.
- На івриті Віфагія має назву «Бейт-Пагі»[3]. У перекладі назва місцевості Віфагії — це «фіговий дім», оскільки корінь слова походить від грецького слова «фіга» у значенні інжир (рос. смоквы).
- Ісус у Віфагії зупинився з боку Віфанії, оскільки через Віфагію шла стара дорога в Віфанію. Це було у Вербну неділю перед подією в'їзду до Єрусалиму. Віфагія є місцем, де Ісус потім сів на віслюка ставши на камінь для зручності.

Муніципальна межа міста проходила у Віфагії. Ісус не ввійшов у селище, але чекав осла, щоби виконати передбачене пророками: Месія мав в'їхати в Єрусалим через «східну браму» на білому віслюкові (мирний символ), бо білий кінь — це символ войовничості. Єврейський переказ про Месію (Мешіаха) та віслюка базується на книгах пророків Йоіля та Захарії.
Ісуса зустрічали люди з пальмовими гілками в руках, і кричачи Йому оригінально на івриті: «Хоша!». Що означає — «спаси нас». А пізніше, переклад адаптований до Європи передає — слово «Осанна!» (Мр. 11:1-10). Так само євреї зустрічали повстанців часів Юдейської війни — порятунок від римської влади духовний (релігійний) та фізичний (політичний).
Пальмові гілки в тодішній єврейської традиції символізували національну незалежності і державну самостійність, що зображено на монетах усіх державно-незалежних ізраїльських царів (у період хасмонейської династії, на монетах Ірода Антипи 24-25 рр. н.д., на сучасному шекелі).
Від тодішнього звичаю з пальмовими гілками пішла англомовна назва святкування — «пальмове воскресіння».
- Перша церква в цій місцевості була, бо в IV столітті про неї згадує паломниця Еґерія. Друга з францисканським монастирем[4] — в добу хрестоносців. Сучасна грецька церква Віфагії була побудована нещодавно архієпископом Тверії Григорієм.
- У 1876 р. селянином був знайдений великий квадратний камінь — амвон церкви періоду хрестоносців, зі збереженими на ньому фресками двох згаданих біблійних подій в Віфагії. Лицарі-хрестоносці залишили оповідання, що це той камінь, за допомогою котрого Ісус сідав на віслюка, і на цьому місці стояла церква XII ст. присвячена саме цій події. Про існування цього каменю згадується у християнській теологічній літературі до 870 р..
- Ділянка землі (Ширбет-ен-каше), де був віднайдений артефакт викупив францисканський орден і почали будувати там церкву (1883–1954 рр.). «Посадковий» камінь як нагадування тріумфу Христа був встановлений всередині спорудженої церкви, а фрески частково реставровані. Згідно Євангелія у Віфагії на той момент інжир не плодоносив, коли Ісус хотів насититися його плодами. Нині на Віфагії є сад інжиру та дві християнські церкви: римо-католицька (католицька) і греко-православна (ортодоксальна).